# Эдвардс, Мартин (писатель)
Кеннет Мартин Эдвардс (англ. Kenneth Martin Edwards; род. 7 июля 1955) — английский писатель, автор детективной прозы, критик и юрист.

## Биография
Мартин Эдвардс родился в городе Натсфорд, получил образование в Чешире (школа Сэра Джона Дина (Sir John Deane’s Grammar School)), где одним из его учителей был Роберт Вестал, ставший впоследствии знаменитым детским писателем). Затем Эдвардс учился в Балльёльском Колледже Оксфордского университета, окончив его с отличием в 1977 году и получив степень по юриспруденции. Сдав квалификационный минимум на солиситора, в 1980 году Эдвардс пришёл в юридическую фирму «Мэйс энд Джонс» (англ. Mace&Jones), где стал партнером в 1984. В настоящий момент он возглавляет отдел трудового права в этой же фирме. В 1988 году Мартин Эдвардс женился на Хелене Шэнкс (Helena Shanks), у него двое детей, Джонатан и Кэтрин.

### Детективная проза
Мартин Эдвардс является детективным писателем, завоевавшим несколько литературных премий. Его первый роман, All the Lonely People, рассказывающий о Ливерпульском юристе Гарри Девлине (Harry Devlin), был опубликован в 1991 году и был сразу номинирован на премию John Creasey Dagger за лучший дебютный роман года в жанре детектива. К настоящему моменту Эдвардс написал восемь романов о Девлине, последний вышедший роман называется Waterloo Sunset. Роман The Coffin Trail стал первым из трех произведений в серии об Озёрном Крае, повествующими о Главном Инспекторе Ханне Скарлетт (Hannah Scarlett) и историке Дэниэле Кайнде (Daniel Kind); роман вошёл в список финалистов премии Theakston’s Old Peculier Award в категории лучший детективный роман 2006 года. Роман The Arsenic Labyrinth был номинирован и вышел в финал премии Lakeland Book of the Year Award в 2008 году. Мартин Эдвардс также написал вне серии роман в жанре психологического саспенса Take My Breath Away, он также закончил за скончавшимся ранее Биллом Ноксом (Bill Knox) книгу The Lazarus Widow. Помимо детективных произведений перу Эдвардса также принадлежит исторический роман Dancing for the Hangman, о жизни и злоключениях Харви Криппена.
Эдвардс написал более сорока рассказов, которые в разное время публиковались в различных изданиях и антологиях. Его ранние рассказы объединены в сборник Where Do You Find Your Ideas? and other stories, с предисловием Реджинальда Хилла (Reginald Hill). Рассказ Test Drive был номинирован Ассоциацией Детективных Писателей (Crime Writers’ Association) в категории лучший рассказ 2005 года. В 2008 году рассказ Эдвардса The Bookbinder’s Apprentice завоевал эту престижную премию. С 1996 года Мартин Эдвардс является редактором ежегодной антологии Ассоциации Детективных Писателей.
C 1987 года Эдвардс пишет обзоры детективной литературы. Он также много пишет об этом литературном жанре и участвует в создании нескольких справочников, включая Оксфордский Справочник по Криминальной и Детективной Литературе (англ. The Oxford Companion to Crime and Mystery Writing). Он опубликовал книгу Urge to Kill, исследование о реальном преступлении и его расследовании.
Эдвардс является основателем и членом Северной Секции Ассоциации Детективных Писателей (англ. Northern Chapter of the Crime Writers’ Association) и Убойного Отдела писателей-детективистов (англ. Murder Squad collective of crime writers). Он возглавляет подкомитет Ассоциации по наградам Cartier Diamond Dagger Award; это главная британская награда в области детективной литературы, окончательное решение принимается Комитетом по наградам Ассоциации писателей-криминалистов, кандидаты выбираются членами Ассоциации. В 2007 году Эдвардс был назначен Хранителем Архива Ассоциации. В 2008 году Эдвардс вступил в Детективный клуб, а в 2015 году избран его президентом.

### Критические отзывы об Эдвардсе
В последние годы растет интерес к творчеству Эдвардса, появляется все больше критических исследований его произведений. В Справочнике «Современная Детективная проза» (The Mammoth Encyclopaedia of Modern Crime Fiction), Майк Эшли отмечает, что юридическое образование автора придает достоверности книгам о Девлине, но их истинная сила в ожившем Ливерпуле, как современном, так и прошлом.
Схожее отмечает и Рассел Джеймс в справочнике «Великие Авторы Детективной Прозы» (Great British Fictional Detectives), по его словам, книги о Девлине целостны и энциклопедичны.
В своей книге «Место Преступления» (Scene of the Crime), Джулиан Иарвэйкер (Julian Earwaker) и Кэтлин Беккер (Kathleen Becker) описывают серию книг о Девлине как «смесь классического детектива и городских легенд», а также отмечают, что «решительная тональность ранних книг… сменяется более легкой атмосферой и более сложной сюжетной линией поздних произведение».
В работе Whodunit?, Розмари Герберт (Rosemary Herbert) пишет, что Эдвардс «быстро сделал себе имя писателя, юридический опыт которого дополняет прекрасно прописанный образ Ливерпуля… Работа Эдвардса, как составителя антологий, также высоко оценена».
В Британской энциклопедии детективной прозы (British Crime Writing: an encyclopaedia), Майкл Джекс (Michael Jecks) описывает его как «писателя с воображением и врожденным талантом» и обладающим «навыками тонкого повествования» прорабатывающим described him as 'a writer of imagination and flair' and as possessing 'a rare skill for acute description'. В том же издании, Филип Скроукрофт (Philip Scowcroft) высоко оценил книги Эдвардса об Озерном крае, «который он описывает живо и выразительно в серии детективов с прекрасно построенным сюжетом» . Джекс подытоживает вышесказанное, назвав Эдвардса «писателем из писателей».

### Труды по юриспруденции и карьера
Эдвардс написал несколько статей и опубликовал семь книг о равных возможностях, трудовом праве и иным правовым аспектам. Он обладает определенным авторитетом в области трудового и коммерческого права; его первая книга была посвящена правовым аспектам приобретения ЭВМ для решения бизнес — задач, а в 1985 году он был юридическим консультантом создателей фильма Letter to Brezhnev. C 1990 года Эдвардс специализируется исключительно на трудовом праве. Он стоит у истоков создания Комитета по трудовому праву Юридического Сообщества Великобритании. В независимых ежегодных справочниках The Legal 500 и Chambers Directory UK Эдвардс неизменно получает высокий рейтинг. В 2007 году справочник The Legal 500 так охарактеризовал Мартина Эдвардса: «один из ведущих в стране юристов в области трудового права», а справочник Chambers Directory UK — как «Мистер Трудовое право» (Mr. Employment). Среди его клиентов Ассоциация Футбола (Football Association), Wembley Stadium, Liverpool Football Club и Национальный Музей Ливерпуля (National Museums Liverpool). В 2008 году имя Эдвардса внесено журналом EN Magazine в список 50 лучших профессиональных консультантов Севера-запада, а также в список финалистов на получение профессиональной премии юристов Insider Professional Liverpool Lawyer of the Year.

### Романы
- All the Lonely People (1991)
- Suspicious Minds (1992)
- I Remember You (1993)
- Yesterday’s Papers (1994)
- Eve of Destruction (1996)
- The Devil in Disguise (1998)
- First Cut is the Deepest (1999)
- The Lazarus Widow (with Bill Knox) (1999)
- Take My Breath Away (2002)
- The Coffin Trail (2004)
- The Cipher Garden (2006)
- The Arsenic Labyrinth (2007)
- Waterloo Sunset (2008)
- Dancing for the Hangman (2008)

### Рассказы
- Where Do You Find Your Ideas? and Other Stories (2001)

### Антологии (под редакцией М. Эдвардса)
- Northern Blood (1992)
- Northern Blood 2 (1995)
- Anglian Blood (with Robert Church) (1995)
- Perfectly Criminal (1996)
- Whydunit? (1997)
- Past Crimes (1998)
- Northern Blood 3 (1998)
- Missing Persons (1999)
- Scenes of Crime (2000)
- Murder Squad (2001)
- Green for Danger (2003)
- Mysterious Pleasures (2003)
- Crime in the City (2004)
- Crime on the Move (2005)
- I.D.: crimes of identity (2006)
- The Trinity Cat and other mysteries (with Sue Feder) (2006)
- M.O.: crimes of practice (2008)

### Научная литература
- Understanding Computer Contracts (1983)
- Understanding Dismissal Law (two editions)
- Managing Redundancies (1986)
- Executive Survival (two editions)
- Careers in the Law (six editions)
- Know-How for Employment Lawyers (with others) (1995)
- Urge to Kill (2003)
- Tolley’s Equal Opportunities Handbook (four editions)